# Ware Shoals
Ware Shoals és una població dels Estats Units a l'estat de Carolina del Sud. Segons el cens del 2000 tenia 2.363 habitants.

## Demografia
Segons el cens del 2000, Ware Shoals tenia 2.363 habitants, 978 habitatges i 638 famílies. La densitat de població era de 235,8 habitants/km².
Dels 978 habitatges en un 30,4% hi vivien nens de menys de 18 anys, en un 45,4% hi vivien parelles casades, en un 16,3% dones solteres, i en un 34,7% no eren unitats familiars. En el 31,6% dels habitatges hi vivien persones soles el 16,9% de les quals corresponia a persones de 65 anys o més que vivien soles. El nombre mitjà de persones vivint en cada habitatge era de 2,37 i el nombre mitjà de persones que vivien en cada família era de 2,99.
Per edats la població es repartia de la següent manera: un 26,6% tenia menys de 18 anys, un 6,4% entre 18 i 24, un 25,8% entre 25 i 44, un 21,6% de 45 a 60 i un 19,6% 65 anys o més.
L'edat mediana era de 39 anys. Per cada 100 dones de 18 o més anys hi havia 80,4 homes.
La renda mediana per habitatge era de 29.531 $ i la renda mediana per família de 36.800 $. Els homes tenien una renda mediana de 31.335 $ mentre que les dones 21.058 $. La renda per capita de la població era de 14.813 $. Entorn del 12,8% de les famílies i el 15,5% de la població estaven per davall del llindar de pobresa.

## Poblacions més properes
El següent diagrama mostra les poblacions més properes.